# NGC 7442
NGC 7442 é uma galáxia espiral (Sc) localizada na direcção da constelação de Pegasus. Possui uma declinação de +15° 32' 54" e uma ascensão recta de 22 horas, 59 minutos e 26,6 segundos.
A galáxia NGC 7442 foi descoberta em 24 de Novembro de 1861 por Heinrich Louis d'Arrest.